# Boris Gulko (funkcjonariusz)
Boris Jakowlewicz Gulko (ros. Борис Яковлевич Гулько, ur. 1897 w Żytomierzu, zm. 23 lutego 1939 w Moskwie) – funkcjonariusz radzieckich służb specjalnych, starszy major bezpieczeństwa państwowego.

## Życiorys
W 1919 został członkiem RKP(b), od 1921 pracował w organach bezpieczeństwa, zajmował kierownicze stanowiska w Czece i GPU guberni wołyńskiej i jekaterynosławskiej oraz GPU Ukraińskiej SRR. W 1924 został pełnomocnikiem Wydziału Ekonomicznego, później szefem Wydziału Kontrwywiadowczego Pełnomocnego Przedstawicielstwa (PP) OGPU w Dalekowschodnim Okręgu Wojskowym, następnie pełnomocnikiem Wydziału Kontrwywiadowczego i Wydziału Informacyjnego PP OGPU w Azji Środkowej. Od 1931 pracował w centrali OGPU ZSRR w Moskwie, w Wydziale Operacyjnym jako pomocnik szefa oddziału, pomocnik i zastępca szefa wydziału, 1936-1938 był zastępcą szefa Wydziału 1/Wydziału Ochrony GUGB NKWD ZSRR w stopniu starszego majora bezpieczeństwa państwowego.
3 października 1938 został aresztowany, 22 lutego 1939 skazany na śmierć przez Kolegium Wojskowe Sądu Najwyższego ZSRR i następnego dnia rozstrzelany. Jego prochy pochowano na Cmentarzu Dońskim. 5 września 1956 pośmiertnie go zrehabilitowano.